# Oecetis scirpicula
Oecetis scirpicula är en nattsländeart som beskrevs av Arturs Neboiss 1977. Oecetis scirpicula ingår i släktet Oecetis och familjen långhornssländor. Inga underarter finns listade i Catalogue of Life.